# Кузьма (село)
Ку́зьма (рос. Кузьма) — село (колишнє селище) в Кезькому районі Удмуртії, Росія.
Населення — 510 осіб (2010; 680 в 2002).
Національний склад станом на 2002 рік:
- росіяни — 76 %

Урбаноніми:
- вулиці — Азовська, Березниковська, Залізнична, Ковальська, Комсомольська, Кооперативна, Набережна, Нагірна, Першотравнева, Підлісна, Праці, Пролетарська, Пушкіна, Радянська, Робоча, Ставкова
- провулки — Шкільний